# Ludomir Wolfke
Ludomir Benon Wolfke (ur. 1882 w Suwałkach, zm. 31 stycznia 1937 w Warszawie) – prawnik, matematyk.
W 1900 ukończył rządowe gimnazjum rosyjskie w Siedlcach. Studia rozpoczął na Wydziale Mechanicznym Instytutu Politechnicznego w Warszawie, następnie kształcił się na Wydziale Matematycznym Uniwersytetu Warszawskiego. W latach 1906–1910 na Uniwersytecie Petersburskim, na wydziale nauk matematycznych. Jeszcze przed ukończeniem uczelni rozpoczął w 1908 prace nauczycielską w męskiej i żeńskiej Średniej Siedmioklasowej Szkole Handlowej w Pabianicach, w której wykładano w języku polskim. Tutaj uczył matematyki do momentu zamknięcia szkoły (do 1914 r.). Od 1922 wykładał na Wydziałach Mierniczym, Inżynierii Lądowej i Inżynierii Wodnej. W 1936 habilitował się na Wydziale Inżynierii Politechniki Warszawskiej. Został profesorem Politechniki Warszawskiej. Był specjalistą geometrii wykreślnej.
Zmarł 31 stycznia 1937 w Warszawie. Został pochowany na cmentarzu Powązkowskim w Warszawie (kwatera 257a-3-6).

## Publikacje
- Zarys rachunku różniczkowego i całkowego oraz zbiór zadań rozwiązanych (1922, współautor)
- Geometria wykreślna. Kurs wykładany na wydziałach: inż. lądowej, wodnej i mierniczym przez Ludomira Wolfke w roku akad. 1922/23 (1922)
- Zasady teorii perspektywy (1927)
- Wykłady geometrii wykreślnej. T. 1: Zasady teorii perspektywy (1928)
- Rysunek perspektywiczny i rzut równoległy ukośny (1934)
- Rysunek perspektywiczny i podstawy geometrii wykreślnej (1936)
- Teoria homologii liniowej i płaskiej (1936)